# الیکلپا
الیکلپا (به لاتین: Alliklepa) یک روستا در استونی است که در شهرستان هاریو واقع شده‌است.